# Parafia św. Rafała Kalinowskiego w Mrągowie
Parafia Świętego Rafała Kalinowskiego w Mrągowie – rzymskokatolicka parafia w Mrągowie, należąca do archidiecezji warmińskiej i dekanatu Mrągowo. Została utworzona 1 lipca 1990. Kościół parafialny mieści się na Osiedlu Grunwaldzkim.